# Liane patate
Macfadyena unguis-cati
Espèce
Classification phylogénétique
La liane patate, grif à chat aux Antilles, ou patte d'oiseau (Macfadyena unguis-cati), est une espèce de plantes à fleurs de la famille des Bignoniaceae. C'est une liane vivace grimpante originaire des forêts tropicales humides et sèches d'Amérique centrale et du Sud et des Caraïbes. Devenue invasive, elle est aujourd'hui présente sur l'ensemble du globe excepté l'Antarctique. Macfadyena unguis-cati affecte toutes les couches végétales de l'écosystème forestier en se propageant rapidement à la fois verticalement et horizontalement.

## Description

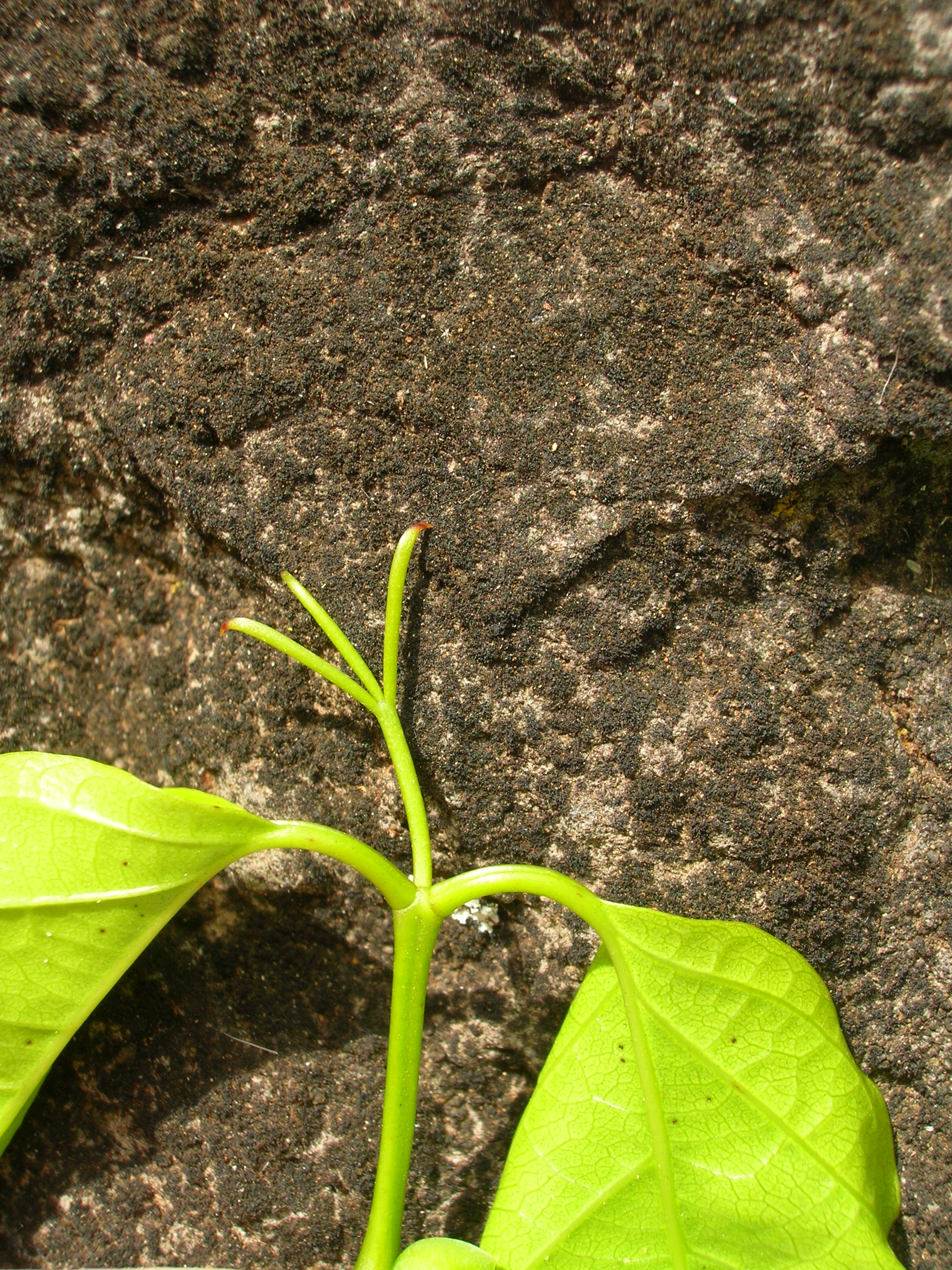
Vrille trifide.

### Aspect général
L'espèce est une liane vivace à croissance rapide pouvant atteindre 15 mètres de long. Son nom vernaculaire de « griffe de chat » lui vient de ses vrilles trifides se terminant en crochet.

### Racines
Les longues racines primaires s'étendent sous la surface du sol en produisant de gros tubercules longs de 40 centimètres tous les 50 centimètres[réf. souhaitée]. En outre la tige produit des racines de fixation, souvent à la hauteur des nœuds de l'[[hôte|hôte[réf. souhaitée]]].

### Feuilles
Les feuilles sont vert foncé, composées bifoliées, opposées. La base du limbe est dissymétrique.

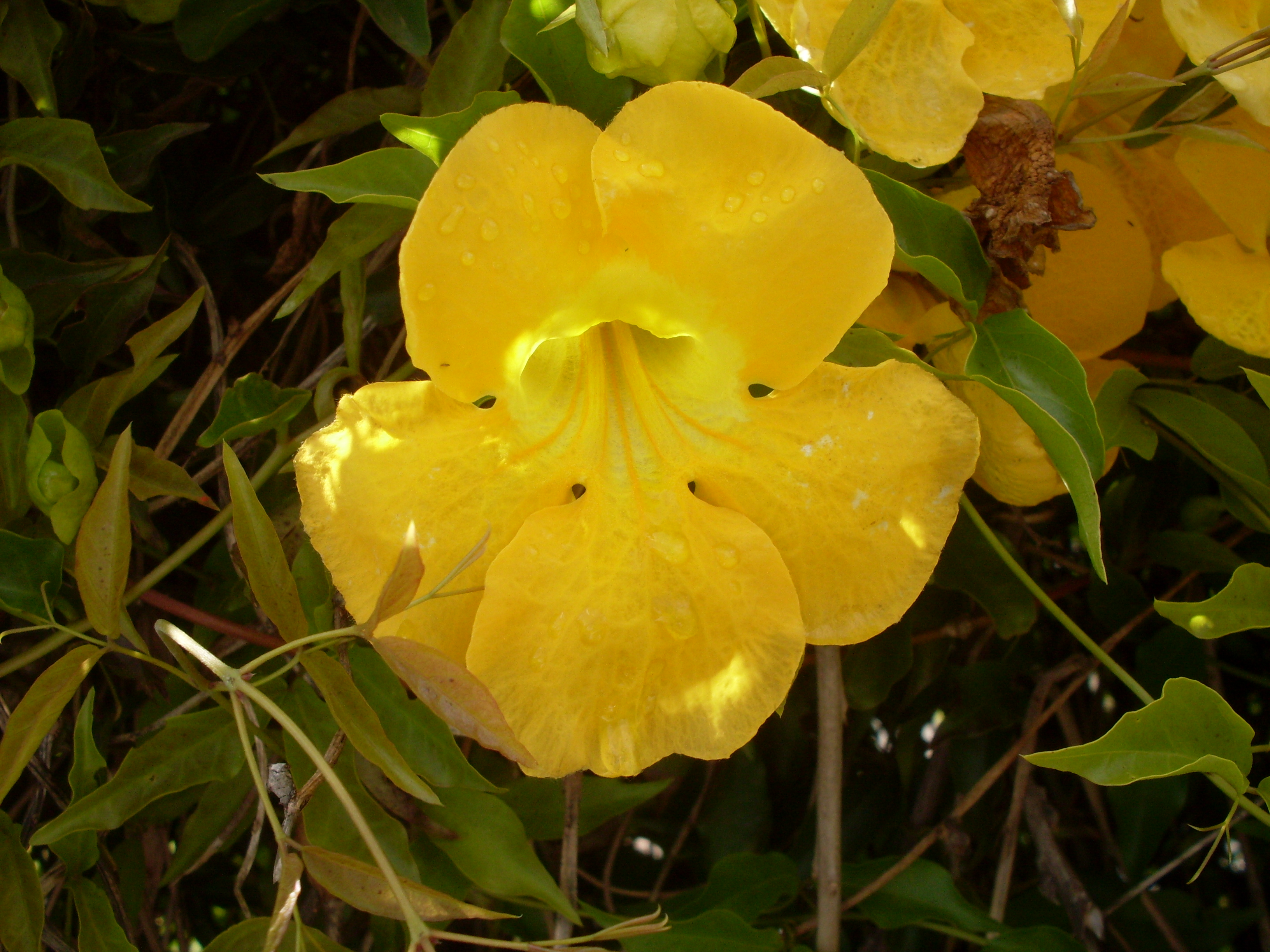
Fleur à corolle irrégulière.

### Fleurs
Les fleurs sont jaunes, irrégulières, généralement axillaires. Leur calice est en forme de trompette étroite de 1 à 2 centimètres de long. Leur corolle est aussi tubulaire et mesure de 4 à 10 centimètres de long. Les 5 lobes de la corolle ont des tailles différentes. Le diamètre d'ouverture est de 1,2 à 2,4 centimètres.
La plante produit des fleurs lors de la saison humide[réf. souhaitée].

### Fruits
Les fruits sont produits dans des capsules noires allongées déhiscentes aplaties de 25 à 95 cm de long sur de 1 à 2 centimètres de large. Chaque capsule contient de 100 à 200 graines ailées, brunes, de 3 centimètres de long et 0,8 centimètre de large.
La plante se reproduit aussi par clonage des racines[réf. souhaitée].

## Répartition

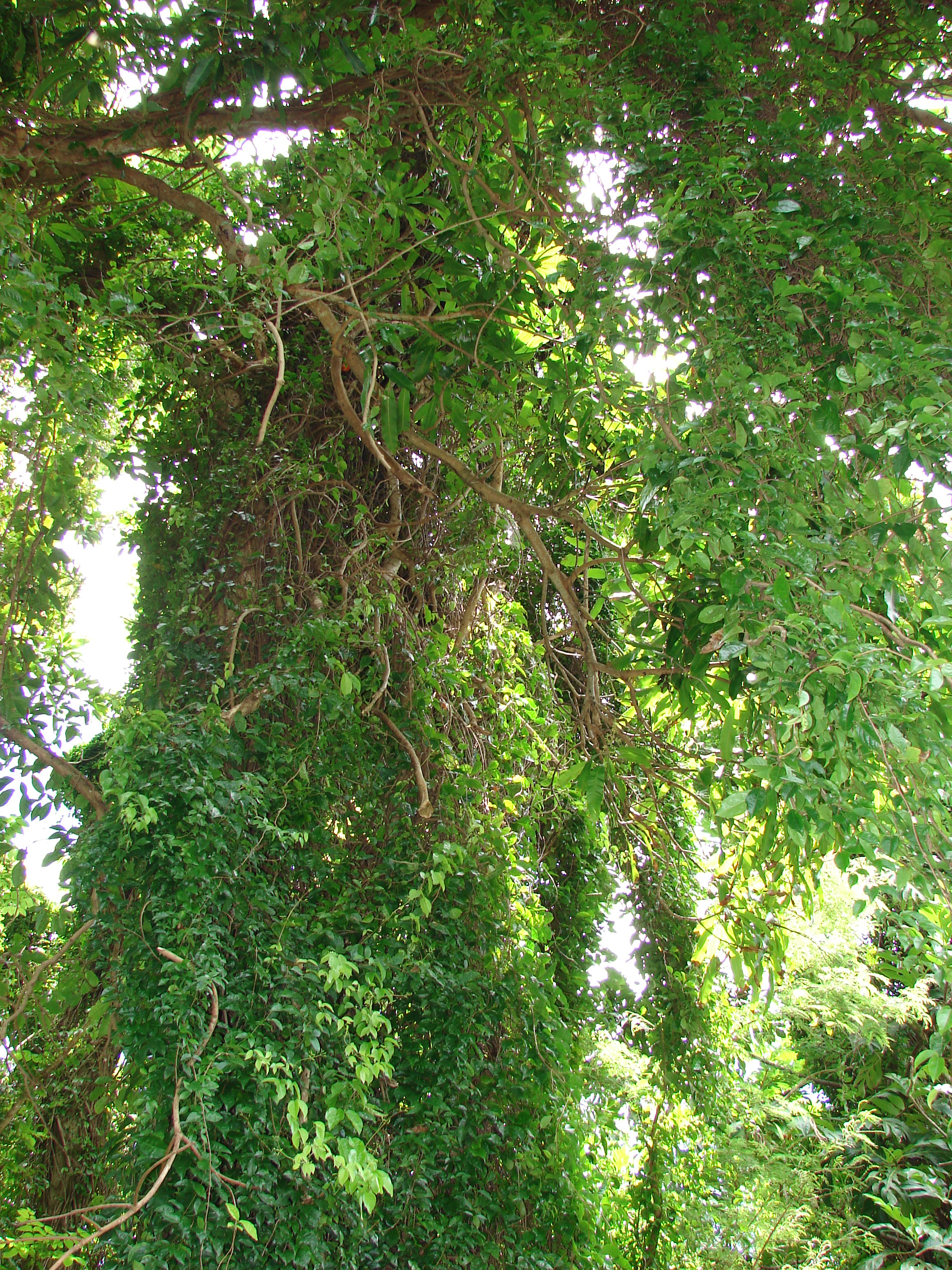
Macfadyena unguis-cati en train de former une épaisse couverture sur un arbre

Originaire des forêts tropicales d'Amérique centrale, du Sud et des Caraïbes, l'espèce est présente du niveau de la mer à plus de 600 mètres d'altitude et où le niveau de pluviométrie est de 750 à 2400 mm par an, dans ces zones naturelles comme à [[Porto Rico|Porto Rico[réf. souhaitée]]].

### Caractère envahissant
Macfadyena unguis-cati devenue envahissante, pousse dans les vergers et les jardins, au bord des routes et dans les prairies, dans les espaces urbains ouverts, surtout dans les régions tempérées à subtropicales avec une pluviométrie moyenne à élevée. Elle se propage aussi bien horizontalement, au contact des herbacées, que verticalement, jusqu'à la canopée. Elle est parfois qualifiée d’ « espèce transformatrice » au vu de son impact sur les écosystèmes.
Elle préfère les sols fertiles et bien drainés mais peut survivre dans la plupart des sols, sauf ceux qui sont salés. Elle tolère bien le manque de luminosité, mais croit plus vite au soleil.
En Nouvelle-Calédonie, où elle a été introduite comme plante ornementale après la Seconde Guerre mondiale, elle s'est vite montrée envahissante dans les secteurs de Dumbéa et du col de la Pirogue. Le Code de l'environnement de la Province Sud interdit l’introduction dans la nature de cette espèce ainsi que sa production, son transport, son utilisation, son colportage, sa cession, sa mise en vente, sa vente ou son achat.

### Lutte
L'éradication de cette plante est difficile en raison de sa diffusion rapide liée au vaste système racinaire qu'elle développe et à la profusion de ses semences. Elle survit au broutage et au feu, et les perturbations ont tendance à stimuler sa production de rejetons. Des méthodes manuelles, chimiques et biologiques sont employées pour essayer de la contrôler.

## Utilisation humaine
Cette plante est aujourd'hui utilisée pour cacher des murs ou des clôtures peu esthétiques. Elle était utilisée par les Amérindiens pour éliminer les parasites intestinaux, l'oligurie, la fièvre et les dermatites provoquées par Hippomane mancinella. Puis plus tard la malaria.

## Synonymes
- Bignonia unguis-cati L. ou B. unguis L., 1759
- Batocydia unguis-cati (L.) Mart. ex Britt.
- Dolichandra unguis-cati (L.) L.G. Lohmann, 2006. Ce nom est le plus valable depuis une récente révision.
- Doxantha unguis-cati (L.) Miers
- Bignonia tweedieana Lindl.